# Charlesworth (Derbyshire)
Pour les articles homonymes, voir Charlesworth.
Charlesworth est une paroisse civile et un village du Derbyshire, en Angleterre.